# Мостовской сельсовет (Курганская область)
Мостовско́й сельсове́т — муниципальное образование со статусом сельского поселения в Варгашинском районе Курганской области Российской Федерации.
Административный центр — село Мостовское.
Законом Курганской области от 4 марта 2020 года № 2 Уральский сельсовет был присоединён к Мостовскому сельсовету.

## История
В соответствии с Законом Курганской области от 6 июля 2004 года № 419 сельсовет наделён статусом сельского поселения.

## Население
| 1926  | 1989  | 2001  | 2002  | 2003  | 2004  | 2006  |
| ----- | ----- | ----- | ----- | ----- | ----- | ----- |
| 2106  | ↗2258 | ↘1931 | ↘1880 | ↗1911 | ↘1895 | ↗1949 |
| 2010  | 2012  | 2013  | 2014  | 2015  | 2016  | 2017  |
| ↘1666 | ↘1635 | ↘1632 | ↘1607 | ↘1572 | ↘1567 | ↗1568 |
| 2018  | 2019  | 2020  |       |       |       |       |
| ↘1562 | ↘1544 | ↘1520 |       |       |       |       |

### Население сельсовета
- По данным переписи 1926 года в Марайском сельсовете проживало 2106 чел., в том числе
  - в с/х ком. Булат 34 чел., в том числе русских 34 чел. (образована в 1920 г.)
  - в с. Марайское 1426 чел., в том числе русских 1418 чел., белорусов 6 чел.
  - в д. Нюхалова 646 чел., в том числе русских 646 чел.
- По данным переписи 1926 года в Барнаульском сельсовете проживало 395 чел., в том числе
  - в д. Барнаул 395 чел., в том числе русских 383 чел., киргиз. 12 чел.
- По данным переписи 1926 года в Заложинском сельсовете проживало 2076 чел., в том числе
  - в д. Больше-Заложное(-инское) 911 чел., в том числе русских 911 чел.
  - в д. Мало-Заложное 393 чел., в том числе русских 393 чел.
  - в д. России-Заложное 772 чел., в том числе русских 772 чел.
- В настоящее время в Сельское поселение Мостовской сельсовет входят с. Мостовское, д. Барнаул и д. Заложное. Население 1615 чел. (2012)

## Состав сельского поселения
| № | Населённый пункт | Тип населённого пункта       | Население |
| - | ---------------- | ---------------------------- | --------- |
| 1 | Барнаул          | деревня                      | ↘1        |
| 2 | Большое Молотово | деревня                      | ↘105      |
| 3 | Заложное         | деревня                      | ↘121      |
| 4 | Заозерная        | деревня                      | ↘77       |
| 5 | Мостовское       | село, административный центр | ↘1544     |
| 6 | Новый Путь       | деревня                      | ↘9        |
| 7 | Урал             | деревня                      | ↘198      |
| 8 | Яблочное         | село                         | ↘366      |

## Сельсовет
- Марайский сельсовет образован в 1919 году в Марайской волости Курганского уезда.
- Постановлениями ВЦИК от 3 и 12 ноября 1923 года в составе Курганского округа Уральской области РСФСР образован Марайский район, в состав которого вошёл Марайский сельсовет.
- В декабре 1925 года из Марайского сельсовета выделен Барнаульский сельсовет.
- Постановлениями ВЦИК от 1 января 1932 года Марайский район упразднён, Марайский сельсовет передан в Мокроусовский район.
- Постановлением ВЦИК от 17 января 1934 года Мокроусовский район вошёл в состав вновь образованной Челябинской области.
- Постановлениями ВЦИК от 18 января 1935 года образован Мостовской район, в состав которого включён Марайский сельсовет.
- Указом Президиума Верховного Совета СССР от 6 февраля 1943 года Мостовской район включён в состав Курганской области.
- Указом Президиума Верховного Совета РСФСР от 14 июня 1954 года упразднены Заложинский и Молотовский сельсоветы, территория включена в состав Марайского сельсовета.
- Указом Президиума Верховного Совета РСФСР от 14 июня 1956 года упразднён Барнаульский сельсовет, территория включена в состав Марайского сельсовета.
- Указом Президиума Верховного Совета РСФСР от 31 июля 1958 года с. Марайское переименовано в с. Мостовское, а существующее с. Мостовское — в Малое Мостовское, переименованы были и сельсоветы.
- Указом Президиума Верховного Совета РСФСР от 1 февраля 1963 года Мостовской район упразднён, территория вошла в состав укрупнённого Варгашинского сельского района.